# Plethodon electromorphus
Plethodon electromorphus är en groddjursart som beskrevs av Richard Highton 1999. Plethodon electromorphus ingår i släktet Plethodon och familjen lunglösa salamandrar. IUCN kategoriserar arten globalt som livskraftig. Inga underarter finns listade i Catalogue of Life.